# شريان حنكي نازل
شريان حنكي نازل (بالإنجليزية: Descending palatine artery)‏‏ هو شريان يتفرعُ من شريان الفك العلوي.

## فروعه
يخرجُ منه الفروع التالية:
- شريان حنكي كبير
- شرايين حنكية صغيرة